# Zawalów
Zawalów – wieś w Polsce położona w województwie lubelskim, w powiecie zamojskim, w gminie Miączyn.
W latach 1975–1998 miejscowość administracyjnie należała do województwa zamojskiego.
Wieś jest sołectwem w gminie Miączyn. Według Narodowego Spisu Powszechnego z roku 2011 wieś liczyła 576 mieszkańców.
W Zawalowie mieści się Stadnina Koni Huculskich oraz siedziba rzymskokatolickiej parafii Matki Bożej Różańcowej.

## Części wsi
| SIMC    | Nazwa      | Rodzaj    |
| ------- | ---------- | --------- |
| 0894888 | Chałupki   | część wsi |
| 0894894 | Zaokręgowa | kolonia   |

## Historia
W wieku XIX wieś i folwark nazywano Zawałów, niekiedy Zawalów w powiecie hrubieszowskim, gminie Miączyn, parafii rzymskokatolickiej Grabowiec, obrzędu greckiego w Zawałowie, odległy 28 wiorst od Hrubieszowa, posiada cerkiew parafialną, szkołę początkową, młyn wodny.
Według spisu 1827 roku było tu 94 domy zamieszkałe przez 556 mieszkańców. W roku 1873 folwark Zawalów z literą A posiadał rozległość mórg 1409 w tym: grunty orne i ogrody mórg 669, łąk mórg 255, lasu mórg 463, nieużytków mórg 22; budynki z drewna 21, las nieurządzony.

Wieś Zawalów liczyła osad 43 z gruntem mórg 407.

## Zabytki
- Dawna drewniana cerkiew prawosławna z II połowy XIX w. powstała poprzez rozbudowanie poprzedniej katolickiej kaplicy “krynickiej” nad źródłami, wzniesionej w XVIII w. przez franciszkanów. Rozbudowana w 1910 r. Od 1918 służy jako kościół rzymskokatolicki.

## Znane osoby urodzone w Zawalowie
- Benito Marczuk (ur. 1937) – malarz, fotograf i projektant mody, przedstawiciel wrocławskiego środowiska artystycznego